# إدي ماسون
إدي ماسون (بالإنجليزية: Eddie Mason)‏ هو لاعب كرة قدم أمريكية أمريكي، ولد في 9 يناير 1972 في سيلير في الولايات المتحدة.